# Прокоп (кав'ярня)
48°51′11″ пн. ш. 2°20′20″ сх. д. / 48.853055555556° пн. ш. 2.33875° сх. д.

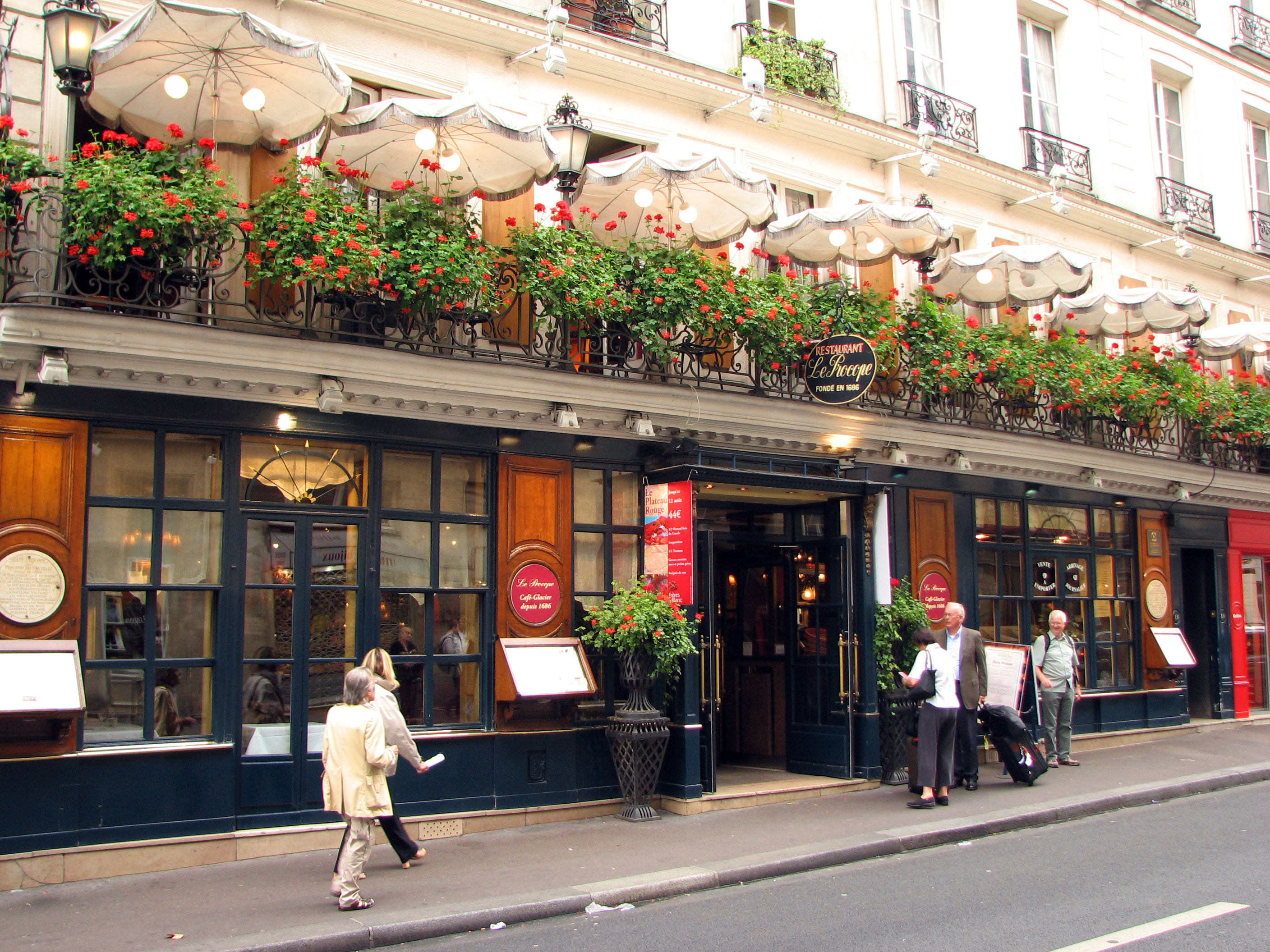
«Прокоп»

Кав'ярня Прокоп (фр. Le Procope) — найстаріша кав'ярня Парижа. Знаходиться в Латинському кварталі, на вулиці Ансьен-Комеді (rue de l'Ancienne-Comédie), поблизу бульвару Сен-Жермен.

## Історія

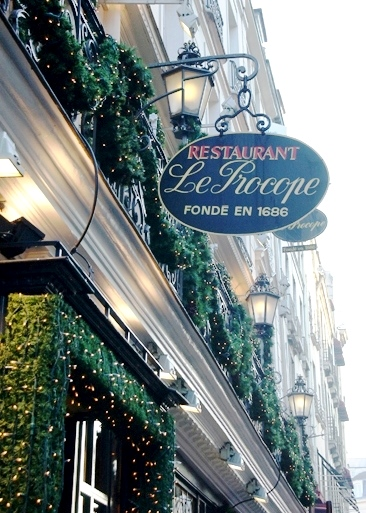
вивіска ресторану

У 1686 році сицилієць Франческо Прокопіо деї Кольтеллі, якого називали просто «Прокоп», відкрив кав'ярню на Rue des Fossés Saint-Germain (сьогоднішня Rue de l'Ancienne Comédie). Крім кави, чаю та гарячого шоколаду в ній також подавали іншу новинку — морозиво. Популярність мали фруктові соки і зацукровані фрукти. Крім того, кав'ярня пропонувала лікери та різні іноземні вина. Відкриття першої в Парижі кав'ярні сприяло тому, що заклади кав'ярень незабаром поширилися по всьому місту.
В епоху Просвітництва кав'ярня стала дискусійним центром для літераторів і філософів, перетворившись таким чином в першу літературну кав'ярню.
У XVIII столітті кав'ярня кілька разів змінювала власника. На початку XIX століття їй довелося витримувати конкуренцію з Режанс. У 1890 році кав'ярня закрилася; в 1893 відкрилася знову. У ній знаходилися, поперемінно, вегетаріанський ресторан, їдальня для студентів та їдальня для малозабезпечених . У 1952 «Прокоп» знову відкрився як ресторан.

## Відомі відвідувачі

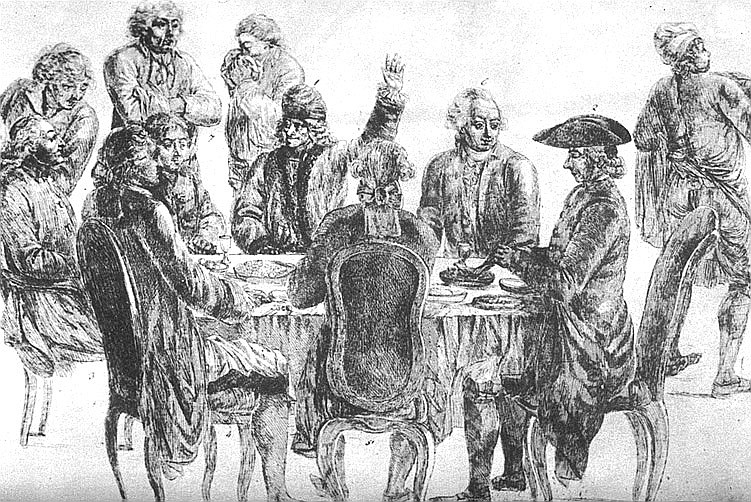
У кав'ярні Прокоп: на задньому плані, зліва направо: Кондорсе, ла Гарп, Вольтер (з піднятою рукою) і Дідро

Кав'ярня завжди була популярною у представників гуманітарної громадськості. Серед її відвідувачів були письменники, актори, енциклопедисти, філософи, революціонери. У їх числі
- Дені Дідро
- Бенжамін Франклін
- Жан Жак Руссо
- Марат
- Вольтер
- Дантон
- Робесп'єр
- Мюссе
- Жорж Санд
- Бальзак
- Гюго
- Жан Батист Гюстав Планш[3]